# Obelisco de São Benedito (Ceará)
O Obelisco de São Benedito é um monumento erigido pelo município de São Benedito, no estado brasileiro do Ceará, em 1973, em comemoração pela passagem do centenário do município e que tem as placas sobre datas históricas da cidade.